# Zaki Khan Zand
 (mars 2017).
Si vous disposez d'ouvrages ou d'articles de référence ou si vous connaissez des sites web de qualité traitant du thème abordé ici, merci de compléter l'article en donnant les références utiles à sa vérifiabilité et en les liant à la section « Notes et références ».
Zaki Khan Zand (en persan : زکی خان زند, Zaki Xân Zand) est un général perse, gouverneur au XVIIIe siècle d'Ispahan et régent de Perse après la mort de son demi-frère Karim Khan Zand, en 1779. Il nomme co-monarques d'Iran les fils de ce dernier, Abol Fath Khan, et Mohammad Ali Khan.
En 1779, il envoie Alimorad Khan Zand en expédition contre Agha Mohammad Chah. Cependant, celui-ci se rebelle contre lui, et Zaki Khan Zand part à sa poursuite, commettant des crimes contre des villageois. Ses soldats se mutinent et le tuent.